# Partia Aragońska
Partia Aragońska (hiszp. Partido Aragonés), do 1990 Aragońska Partia Regionalna (hiszp. Partido Aragonés Regionalista) – hiszpańska partia polityczna o profilu centrowym, założona w 1978 przez Arturo Aliagę Lópeza. W styczniu 1990 odbył się kongres partii, na którym przyjęto postulaty nacjonalistyczne i zmieniono nazwę partii na obecną, ale zostawiając dawny skrót. W latach 1999–2004 wchodziło w skład Koalicji Europejskiej.